# 喬治-歐仁·奧斯曼
乔治-欧仁·奥斯曼男爵（法語：Baron Georges-Eugène Haussmann，法語發音：[ʒɔʁʒ øʒɛn osman]，1809年3月27日—1891年1月11日），法国城市规划师，因獲拿破崙三世重用，主持了1852年至1870年的巴黎城市規劃而闻名。當今巴黎的輻射狀街道網絡的型態即是其代表作。現今巴黎的奥斯曼大道即以其命名。

## 生平
1809年奥斯曼出生於第一帝國時期的商人家庭，父親是來自於阿爾薩斯的新教商人。外公Georg Friedrich Dentzel，是拿破崙一世麾下的將軍。
1830年奥斯曼成為内拉克的專區區長（sous-préfet），1853年成為塞纳省省長。
在拿破崙三世的委託下開始了巴黎的改造計畫。盧森堡宮的花園（今盧森堡公園）被切割，以開闢新的道路。塞瓦斯托波尔大道的南段（今圣米歇尔大道）直接開過人口密集區。巴黎的下水道系統、新橋樑、歌劇院與市郊併入巴黎等建設都在這個時期完成。
奥斯曼的都市計畫摧毀了大部分的中世紀城區。從1852年至1872年，超過2萬棟房屋被拆、另外新建4萬棟房屋。
1857年成為參議員。根據奥斯曼的回憶錄，奧斯曼使用男爵（Baron）這個頭銜是因為1857年皇帝敕令所有參議院成員都擁有男爵的身分。根據《第二帝國字典》，奧斯曼只有偶爾使用男爵的稱號，這是由於他的外公Georg Friedrich Dentzel曾經是一位真正的男爵，而奥斯曼又是他唯一的男性後裔，出於自豪才使用。然而，男爵這個稱號並不是正式的，平常奧斯曼仍只使用奧斯曼先生（Monsieur Haussmann）的稱呼。
都市改造所帶來的龐大債務導致奥斯曼在1870年初遭到免職。幾個月後第二帝國覆滅。辭任省長後，從公眾視線上消失一陣子，而後於1877年至科西嘉島擔任公職。晚年（1890–1891年）致力於回憶錄的寫作。1891年1月在巴黎逝世。

## 都市改造計畫
|  |  |

## 評價

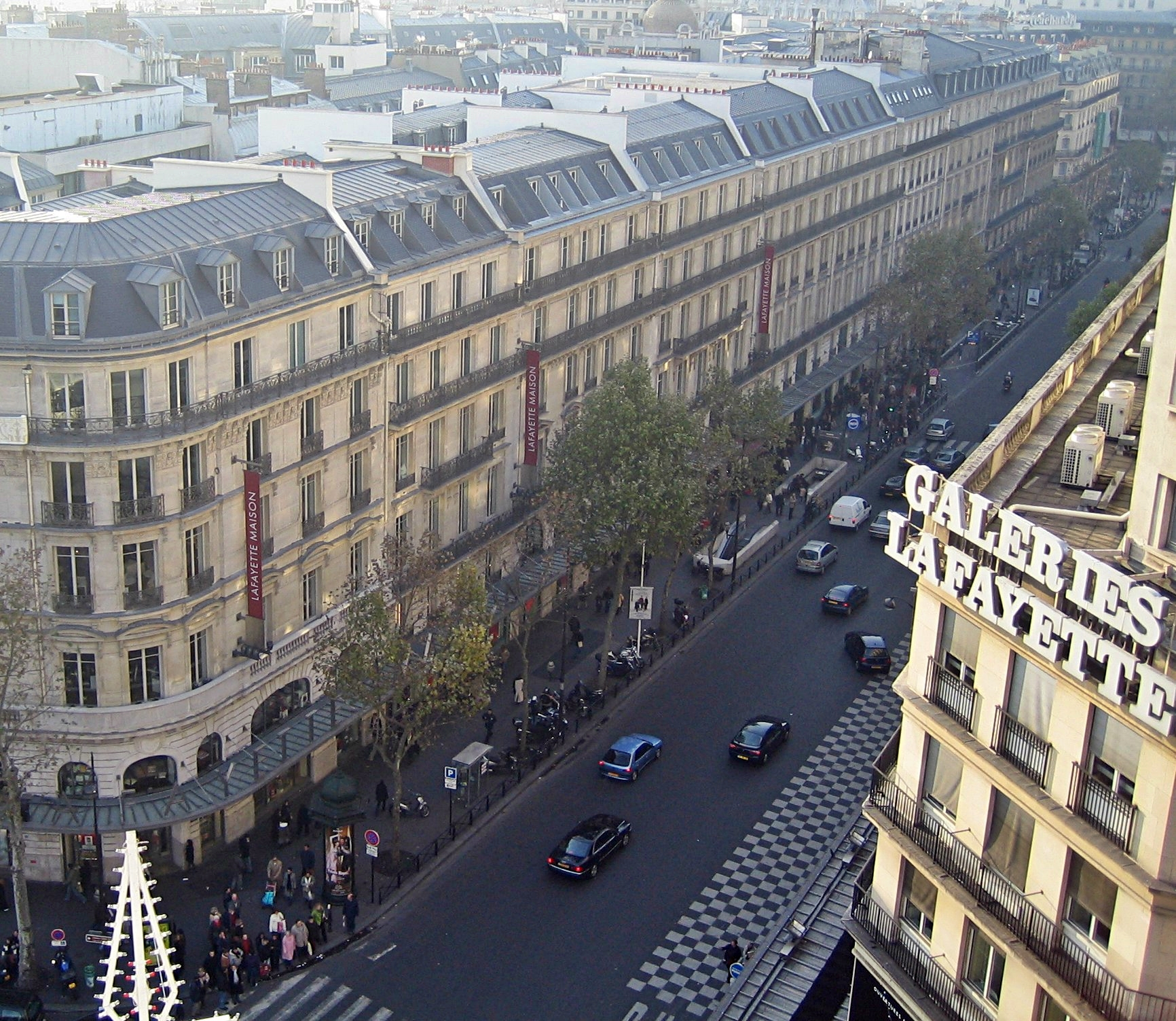
從老佛爺百貨頂樓看奥斯曼大道

今日巴黎民眾對於奧斯曼的遺產一般持正面的評價。巴黎的生活品質大幅改善、公共衛生條件改善、傳染病絕跡、交通較以前順暢、新建築較舊建築更美觀、更實用。
然而另一方面，大規模拆遷使得許多社會底層的人們流離失所。舊城區的消失切斷了人們對歷史的連結。

### 陰謀論

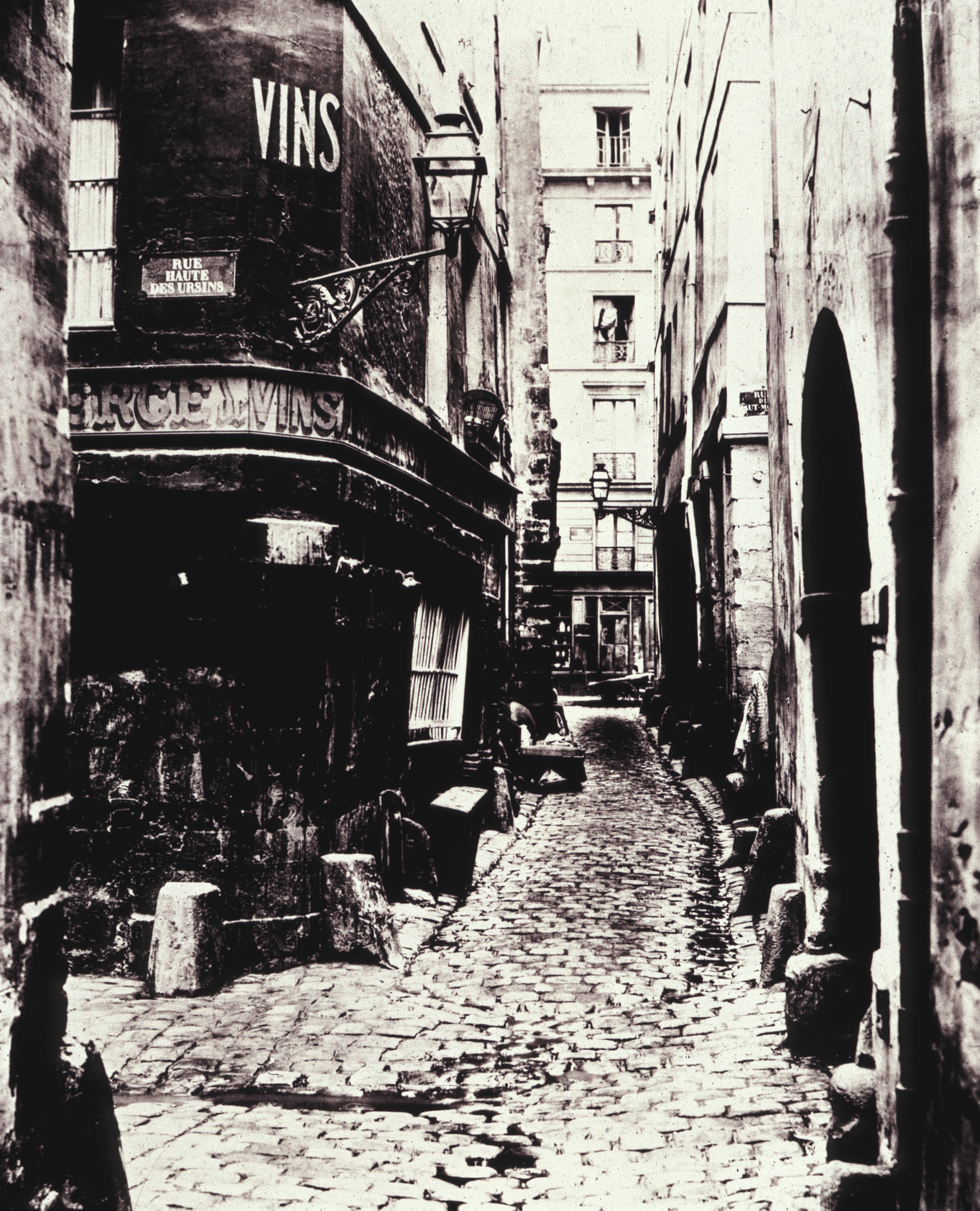
1865年巴黎一角 (Rue de Glatigny)

陰謀論者指控拿破崙三世對巴黎的改造背後隱藏著方便軍隊調動的目的。在1789年與1848年革命中，巴黎狹窄的巷道曾經造成統治者很大的困擾，因為狹窄蜿蜒的巷道有利於反抗軍設置街壘、不利政府軍開砲鎮壓。1850到1870年間新開的大道方便軍隊的調動以及防止街壘迅速的設置。少數大型、開放的路口允許少量軍隊不費力的控制整個地區。除此以外，遠離街道中央的建築物很難被用來作為堡壘。奧斯曼所開的通往主要車站（如巴黎東站與巴黎北站）的大道反而方便軍隊迅速從鄰近省份調動前來鎮壓巴黎的動亂。這些設計在1871年政府軍迅速在短時間內成功鎮壓巴黎公社得到證實。這些指控可能是奧斯曼所始料未及的。